# Crambus sibiricus
Crambus sibiricus  (лат.) — вид чешуекрылых насекомых из семейства огнёвок-травянок. Распространён в Камчатском, Хабаровском и Приморском краях, Хабаровской и Сахалинской областях, Сибири, Китае и Японии. Бабочки встречаются с июня по август. Размах крыльев 22—24 мм. На передних крыльях имеется срединная продольная полоса, наружный конец которой очень острый, переходящий в коричневую линию до прикраевой полосы.